# Marine nationale d'Uruguay
La Marine nationale d'Uruguay (en espagnol : Armada Nacional del Uruguay) est la branche maritime des forces armées de l'Uruguay sous la direction du ministère de la Défense nationale et du commandant en chef de la marine (Comandante en Jefe de la Armada ou COMAR).

## Histoire

### Indépendance
Dans le cadre de l'Empire espagnol, Montevideo est devenue la principale base navale (Real Apostadero de Marina) pour l'Atlantique sud, avec autorité sur la côte argentine, l'île du golfe de Guinée Fernando Po et les îles Malouines. Cette base navale était la réponse nécessaire à la menace d'extension coloniale anglaise ou d'autres nations.
La marine uruguayenne, cependant, date son origine de la Lettre de marque du général José Gervasio Artigas du 15 novembre 1817, qui autorisait ses forces à piller les navires portugais partout où ils les trouvaient. Les forces portugaises du Brésil avaient envahi l'Uruguay (alors connu sous le nom de Banda Oriental) en août 1816 .

### République primitive
Avec l'indépendance, après la guerre de Cisplatine (1825-1832) une marine a été créée sous le colonel Pablo Zufriátegui (es), un vétéran des campagnes d'Artigas et des Trente-trois Orientaux. En tant que capitaine général des ports, il a combattu la contrebande et en 1832 Zufriategui a mené le premier engagement souverain lorsque la goélette Aguila a chassé le bateau pirate Exquisit des eaux uruguayennes .
Bien que la force soit restée trop petite pour jouer un rôle décisif dans la Grande Guerre, il est à noter que le commandement de la petite flotte a été personnellement assumé par Giuseppe Garibaldi, qui a capturé Colonia del Sacramento, Isla Martín García et Gualeguaychú. Le navire amiral de cette période était la corvette Sarandí, du nom d'une importante bataille de la guerre d'indépendance.
Les premiers navires de guerre spécialement équipés étaient les canonnières General Rivera, General Artigas et General Suárez. Le premier a été assemblé en Uruguay par l'Académie des Arts et Métiers (Escuela de Artes y Oficios) et commandé en avril 1884; le second a été construit à Trieste, alors partie de l'Autriche-Hongrie, et mis en service en décembre 1884 ; le dernier était la canonnière française Tactique, âgée de 23 ans, acquise en 1886. La canonnière Général Rivera fut le premier navire de la marine à franchir le détroit de Magellan.

### Ère moderne
Juste avant la Première Guerre mondiale, le président Claudio Williman a consacré des efforts et des dépenses considérables à la modernisation de la marine . Après de faux départs en 1817, 1863 et 1874, l'Académie navale (Escuela Naval (es)) a finalement été établie en décembre 1907. Les nouveaux navires comprenaient la canonnière Dieciocho de Julio (construite au Royaume-Uni en 1889), le croiseur Montevideo (ex-croiseur italien Dogali), le transport Maldonado (construit en Allemagne en 1886 et bientôt rebaptisé Barón de Río Branco pour ses tâches pour la Commission des limites de la Lagoa Mirim), le vapeur Vanguardia et le courrier Oriental. La canonnière-torpilleur Uruguay a été construite sur commande en Allemagne et mise en service en août 1910. Également en 1910, le gouvernement a acquis le chantier naval Cibils-Jackson, le rebaptisant National Dike. Ces avancées ont ensuite été sabotées par des réductions de financement tout au long des années 1920 qui ont laissé la marine mal entretenue.
En juin 1916, le remorqueur Instituto de Pesca No 1 - piloté par des militaires de la Marine - dirigea la deuxième tentative ratée de sauver les hommes de l'Expédition Endurance d'Ernest Shackleton sur l'île de l'Éléphant.
En 1925, le Service aéronautique de la flotte (Servicio de Aeronáutica de la Armada) a été créé sous le capitaine Atilio Frigerio, le premier pilote uruguayen à obtenir le brevet de pilote militaire à Aviano Air Base en Italie, 1912). Les premiers avions, cependant, ne sont arrivés qu'en 1930.
En 1934, la première loi navale (Ley Orgánica de la Armada) a créé l'Inspection de la Marine (Inspección General de Marina), libérant la Marine de sa subordination directe à l'armée. L'année suivante, trois patrouilleurs commandés à Cantieri Riuniti dell'Adriatico à Gênes sont arrivés. Le Paysandú, le Salto et le Río Negro ayant servi pendant environ 30 ans, ont été mis hors service, puis remis en service dans les années 1990.

### La Seconde Guerre mondiale
En décembre 1939, le Río de la Plata a vu le premier engagement naval majeur de la Seconde Guerre mondiale lorsque le cuirassé allemand Admiral Graf Spee a affronté les croiseurs légers HMS Ajax, HMNZS Achilles et le croiseur lourd HMS Exeter, puis s'est enfui dans le port de Montevideo pendant la bataille du Rio de la Plata. Bien que l'Uruguay soit officiellement neutre, son sentiment pro-britannique a permis à la Royal Navy de mener une campagne de désinformation très réussie qui s'est terminée par le sabordage allemand du navire.

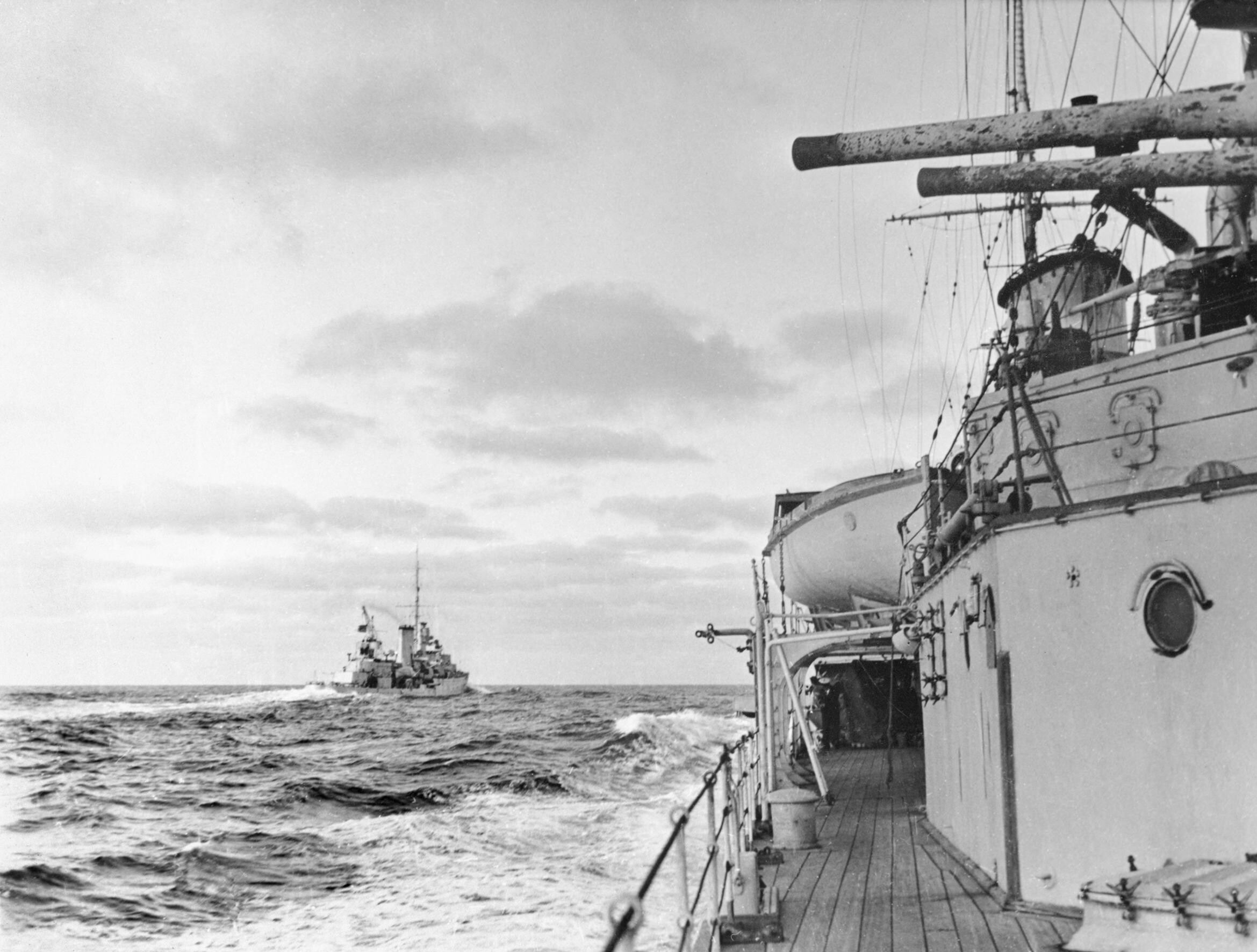
HMS Achilles vu du HMS Ajax

En 1940, la base navale de La Paloma (Base Naval de la Paloma) a été créée. La même année, l'Uruguay a introduit la conscription et la Marine a établi les bataillons Zapicán et Honor y Patria dans le cadre de sa flotte de réserve. L'année suivante, la Marine a créé l'École de guerre navale (Escuela de Guerra Naval) pour améliorer la formation de ses officiers.
Bien que l'Uruguay n'ait officiellement rejoint les Alliés que le 15 février 1945, elle fut impliquée dans l'aide aux convois. Cela impliqua la confiscation de deux cargos italiens et danois occupés à Montevideo, qui ont servi pour la marine et rebaptisés Montevideo, Maldonado , Rocha et Colonia. Le Montevideo a été accidentellement coulé par le sous-marin italien Enrico Tazzoli en mars 1942 , ce qui a incité l'Uruguay à s'emparer du cargo allemand Tacoma. En août 1942, Le Maldonado a été coulé après que son commandant ait été fait prisonnier par l'Unterseeboot 510. À la suite de ces incidents, l'Uruguay a loué un certain nombre de ses bateaux à l'United States Navy et a reçu en 1944 la corvette Maldonado capable de lutte anti-sous-marine.
La Flota del Servicio de Aeronáutica a reçu six hydravions Vought OS2U Kingfisher des États-Unis en 1942 et a établi la base aéronaval de Laguna del Sauce (es) en 1947.

### Guerre froide
Après la Seconde guerre mondiale, le début de la guerre froide a vu le Traité interaméricain d'assistance réciproque signé à Rio de Janeiro, qui prévoyait une «défense hémisphérique» et obligeait les États signataires à travailler pour améliorer et coordonner leurs forces navales. Entre 1949 et 1952, la force aérienne a reçu seize bombardiers torpilleurs Grumman TBF Avenger, trois avions d'entraînement T-6 Texan et douze chasseurs F6F Hellcat. De plus, en 1952, la flotte de surface reçut les destroyers d'escorte Uruguay (DE-1) et Artigas (DE-2) et, en 1953, la frégate Montevideo.
En 1955, la Garde côtière a reçu trois Motor Launch : PS-1, PS-2 et PS-3. En mai 1959, le PS-2 se démarque dans le sauvetage de l'équipage du cargo uruguayen Pietrina, échoué sur English Bank, un banc de sable au large de Montevideo.
En 1957, les exercices conjoints de l'UNITAS ont commencé entre les États-Unis et les marines d'Amérique latine. Dans le but d'améliorer la portée et la capacité de soutien de la marine, le pétrolier Presidente Oribe a été acheté en 1962 ; dix ans plus tard, le deuxième pétrolier Presidente Rivera ; et en 1978, Juan Antonio Lavalleja.

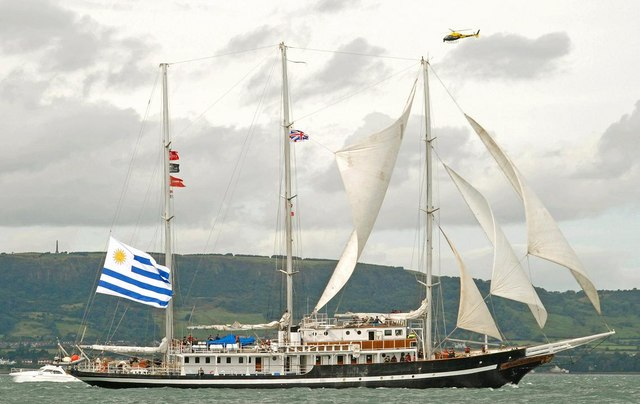
Capitan Miranda, à Belfast (2009)

En 1965, trois avions de lutte anti-sous-marine Grumman S-2 Tracker ont été reçus ; en 1966, les dragueurs de mines Cte. Pedro Campbell et Montevideo ; en 1969, le navire auxiliaire Huracán ; en 1970, les dragueurs de mines Rio Negro et Maldonado. En 1973, le destroyer 18 de Julio a remplacé le Montevideo.
En 1972, a été établi le Corps des fusiliers marins (Cuerpo de Fusileros Navales) et en 1978 la marine a mis en service, après réparations, la goélette à trois mâts Capitán Miranda (ROU 20) pour servir de navire-école.

### Actuel
En 1981, trois patrouilleurs de classe Vigilante (Type 200) des Constructions mécaniques de Normandie arrivent pour la Garde côtière : Quince de Noviembre, Veinticinco de Agosto et Comodoro Coe. Leur entretien étant considérablement plus cher que promis et inadaptés dans le Rio de la Plata, ils sont remis en vente en 1995 N'ayant aucun acheteur, les navires sont restés en service actif.
En 1988, la marine a acquis un nouveau navire pour remplacer ses pétroliers précédents, baptisé Presidente Rivera.
De 1989 à 1991, trois frégates de classe Commandant Rivière sont achetées en France. Celles-ci sont rebaptisés ROU-02 General Artigas, ROU-01 Uruguay et ROU-03 Montevideo . Celles-ci ont également rencontré des problèmes, notamment d'entretien, et le General Artigas a été retiré du service. Dans une décision entre les deux navires restants, l'Uruguay a été mis hors service et Montevideo a été réparé et rénové. Plus tard, en 2007, deux frégates de la marine portugaise seront ajoutées, qui ont le même design que celui de la classe Commandant Rivière mais en sont une variante améliorée et s'appellent la classe Comandante João Belo : NRP Comandante João Belo et NRP Comandante Sacadura Cabral rebaptisés ROU-01 Uruguay et ROU-02 Comandante Pedro Campbell. Le baliseur Sirius a été construit à Montevideo.
Après la chute de l'URSS, une série d'anciens navires de la Volksmarine sont acquis. En décembre de 1991, sont achetés quatre dragueurs de mines qui sont appelés Temerario, Valiente, Fortuna y Audaz, les noms des corsaires de l'époque de l'indépendance. Le 5 août 2000, le Valiente a sombré dans une collision avec un navire marchand grec appelé Skyros, où 11 marins sont morts . De plus, deux grands remorqueurs sont achetés (également de la Volksmarine) L'Otto von Guericke et Zingst, qui deviennent Vanguardia et Banco Ortiz.
Après le retrait du service de la majorité des garde-côtes exerçant des fonctions sur la côte ouest de l'Uruguay, deux navires de garde-côtes appartenant à l'United States Coast Guard ont été incorporés : Colonia et Río Negro, ainsi que neuf autres bateaux pour la Prefectura Nacional Naval en 1999.
Entre 1996 et 1999, deux hélicoptères Wessex W60Mk2 ont été achetés avec deux Handley Page Jetstream (en) pour la formation des équipages et la patrouille maritime. En 2006, six hélicoptères légers Bölkow Bo 105 et un Aérospatiale AS350 Écureuil ont été incorporés.
En 2013, un Beechcraft King Air a été ajouté pour compléter le Beechcraft 200 dans les fonctions de patrouille maritime et de formation des équipages. À la fin de 1998, le navire scientifique Oyarvide (ROU-22) a été acheté en Allemagne aux fins d'étudier et de cartographier le plateau continental. Les travaux devraient justifier une redéfinition de ses limites qui pourraient représenter environ le double de la zone économique exclusive de la marine uruguayenne à environ 200 000 km2.

## Flotte
Le préfixe du navire pour l'Uruguay est ROU (pour República Oriental del Uruguay, la république orientale de l'Uruguay). En plus du nom de leur navire, les navires gouvernementaux sont répertoriés numériquement. Il s'agit d'une position et non d'un numéro d'identification : au fur et à mesure que les navires sont mis hors service et remplacés, leurs numéros précédents sont réutilisés par des navires plus récents.
Depuis 1997, l'Académie navale uruguayenne a également maintenu le sloop de course Bonanza, un cadeau de l'Académie navale d'Annapolis . La Prefectura National Naval (garde côtière) a reçu en 2019 un don de 4 bateaux de patrouille Metal Shark Defiant 32 des États-Unis .

### Navires en service
En date de 2020 :
| Navire                                     | Nom             | Classe                                   | Type                                  | remarque                                                                                               | Photo |
| ------------------------------------------ | --------------- | ---------------------------------------- | ------------------------------------- | --- | ----- |
| Division d'escorte                         |                 |                                          |                                       | |       |
| ROU 1                                      | Uruguay         | Portugal Classe ''Comandante João Belo'' | Frégate                               | Ex-Marine portugaise NRP Comandante João Belo (F480)                                                   |       |
| ROU 4                                      | General Artigas | Allemagne Classe Lüneburg                | Navire auxiliaire/navire ravitailleur | Ex-Deutsche Marine FGS Freiburg (A-1413)                                                               |       |
| Division de patrouille                     |                 |                                          |                                       | |       |
| ROU 10                                     | Colonia         | États-Unis Cape-class cutter (en)        | Patrouilleur                          | Ex-USCGC Cape Higgon                                                                                   |       |
| ROU 11                                     | Rio Negro       | États-Unis Cape-class cutter (en)        | Patrouilleur                          | Ex-USCGC Cape Horn (en)                                                                                |       |
| ROU 12                                     | Paysandú        | Italie                                   | Patrouilleur                          | Construit par Fincantieri, Italie. En service du 29 novembre 1968 au 4 juillet 2022.                   |       |
| Formation                                  |                 |                                          |                                       | |       |
| ROU 20                                     | Capitan Miranda | Espagne Goélette à trois mâts            | Voilier-école                         | Construit la Société espagnole de construction navale comme navire océanographique                     |       |
|                                            | Bonanza         | États-Unis                               | Navire océanographique à voile        | Utilisé par la Escuela Naval (es), construit pour l'Académie navale d'Annapolis                        |       |
| Service des navires auxiliaires Auxiliares |                 |                                          |                                       | |       |
| ROU 21                                     | Sirius          | Uruguay                                  | Baliseur                              | Construit par SCRA. (Servicio de Construcciones, Reparaciones y Armamento) avec l'aide de Damen Group, |       |
| ROU 22                                     | Oyarvide        | Allemagne Classe Helgoland (en)          | Bâtiment hydrographique               | Ex-Deutsche Marine FGS Helgoland (A-1457)                                                              |       |
| LH                                         | Trieste (es)    | Italie Classe 100A                       | Bâtiment hydrographique               | Astilleros Massimo Petronio (Trieste-Italie)                                                           |       |
| Division des services                      |                 |                                          |                                       | |       |
| ROU 23                                     | Maldonado       | Allemagne Classe Wangerooge              | Remorqueur de sauvetage               | Ex-Deutsche Marine FGS Norderney                                                                       |       |
| ROU 26                                     | Vanguardia      | Allemagne de l'Est Classe Piast          | Bateau de sauvetage                   | Ex-Volksmarine puis Deutsche Marine FGS Otto Von Guericke                                              |       |
| ROU 27                                     | Banco Ortiz     | Allemagne de l'Est Type 270              | Remorqueur côtier                     | Ex-Volksmarine Zingst, puis Deutsche Marine FGS Elbe                                                   |       |
| LD 42 LD 46                                |                 | Uruguay Classe LADES                     | Navire d'assaut amphibie              | Construit par SCRA                                                                                     |       |
| LD 44                                      |                 | Allemagne Classe Hochtief                | Ponton-grue                           | |       |
| Division de la guerre des mines            |                 |                                          |                                       | |       |
| ROU 31                                     | Temerario       | Allemagne de l'Est Kondor II             | Dragueur de mines                     | Ex Volksmarine- puis Deutsche Marine- Riesa                                                            |       |
| ROU 34                                     | Audaz           | Allemagne de l'Est Kondor II             | Dragueur de mines                     | Ex Volksmarine- puis Deutsche Marine- Eisleben                                                         |       |
| Prefectura Nacional Naval (Garde-côtes)    |                 |                                          |                                       | |       |
| ROU 448                                    |                 | États-Unis                               | Bateau de patrouille                  | Ex United States Coast Guard                                                                           |       |
| ROU 445                                    |                 | États-Unis                               | Bateau de patrouille                  | Ex United States Coast Guard                                                                           |       |
| ROU 442                                    |                 | États-Unis                               | Bateau de patrouille                  | Ex United States Coast Guard                                                                           |       |
| ROU 441                                    |                 | États-Unis                               | Bateau de patrouille                  | Ex United States Coast Guard                                                                           |       |
| ROU 70                                     |                 | Uruguay                                  | Bateau de patrouille                  | Fabriqué par SCRA (Servicio de Construcciones, Reparaciones y Armamento)                               |       |
| ROU 71                                     |                 | Uruguay                                  | Bateau de patrouille                  | Fabriqué par SCRA (Servicio de Construcciones, Reparaciones y Armamento)                               |       |
| ROU 72                                     |                 | Uruguay                                  | Bateau de patrouille                  | Fabriqué par SCRA (Servicio de Construcciones, Reparaciones y Armamento)                               |       |

### Aéronefs en service
| Aéronef                             | Nombre | Type                                | Origine    | Photo |
| ----------------------------------- | ------ | ----------------------------------- | ---------- | ----- |
| Hélicoptère de transport            |        |                                     |            |       |
| MBB Bo 105                          | 6      | Hélicoptère léger mulri-fonction    | Allemagne  |       |
| AS 355 Ecureuil 2 (en)              | 1      | Hélicoptère léger                   | France     |       |
| Agusta-Bell 412                     | 2      | Hélicoptère multi-rôle              | Italie     |       |
| Recherche et lutte anti-sous-marine |        |                                     |            |       |
| Beechcraft 200                      | 2      | Recherche et lutte anti-sous-marine | États-Unis |       |
| Formation                           |        |                                     |            |       |
| Beechcraft T-34 Mentor              | 4      | avion d'entraînement                | États-Unis |       |
| Bell OH-58 Kiowa                    | 1      | Hélicoptère d'entraînement          | États-Unis |       |